# Вульф, Алексей Николаевич
Алексе́й Никола́евич Вульф (17 [29] декабря 1805, Тригорское, Псковская губерния — 17 [29] апреля 1881, там же) — мемуарист, автор «Дневника», близкий друг А. С. Пушкина и Н. М. Языкова.
Сын Прасковьи Александровны Осиповой, соседки по имению и близкой знакомой Пушкина, родной брат Евпраксии (Зизи) Вульф, баронессы Вревской и Анны Николаевны Вульф, двоюродный брат А. П. Керн. С 1819 года Вульф жил в Дерпте, учился в 1822—1826 годах военному делу на физико-математическом факультете Дерптского университета. В университете подружился с Языковым, посвятившим ему девять стихотворений. Во время приездов на каникулы в родное Тригорское Вульф регулярно встречался с сосланным в соседнее Михайловское Пушкиным. В 1825 году Пушкин задумал бежать за границу, выдав себя за слугу Вульфа. Вместе с приятелем Пушкин обсуждал создающиеся сцены «Бориса Годунова» и главы «Евгения Онегина», отмечалась перекличка между дневником Вульфа и публицистикой Пушкина (записка «О народном воспитании»). В 1826 году Вульф привёз познакомиться с Пушкиным и своего университетского товарища Языкова, что запечатлено в нескольких стихотворениях обоих. В наброске «О холере» Пушкин даёт следующую характеристику Вульфу:

В конце 1826 года я часто видался с одним дерптским студентом (ныне он гусарский офицер и променял свои немецкие книги, своё пиво, свои молодые поединки на гнедую лошадь и на польские грязи). Он много знал, чему научаются в университетах, между тем как мы с вами выучились танцевать. Разговор его был прост и важен. Он имел обо всем затверженное понятие в ожидании собственной поверки. Его занимали такие предметы, о которых я и не помышлял.

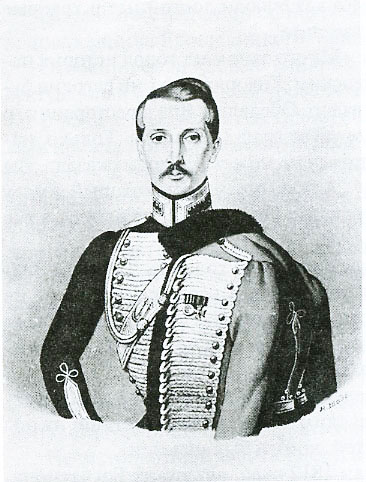
А. Н. Вульф. 1830-е годы

Окончив университет, Вульф несколько месяцев прослужил в налоговом департаменте в Петербурге, а затем, как и пишет Пушкин, поступил в гусарский принца Оранского полк; боевой офицер русско-турецкой войны 1828—1829 годов и кампании против польского восстания 1830 года. Выйдя в отставку, штаб-ротмистр Вульф в 1833 году поселился в родном Тригорском и до конца жизни занимался там хозяйствованием; семьёй он так и не обзавёлся. Крестьяне вспоминали его как «строгого барина». Похоронен на городище Воронич у алтарной части церкви Георгия Победоносца (в настоящее время церковь восстановлена).
Основное произведение Вульфа — «Дневники 1827—1842 годов», изданные частично в 1915 году и полностью в 1929 году, они включают в себя мемуарные, критические публицистические фрагменты. Помимо литературных и интеллектуальных характеристик, существенную роль в дневнике занимает переданное отстранённым тоном опытного донжуана описание любовных похождений автора, Пушкина, Языкова и многочисленных родственниц Вульфа — похождений, в значительной части шутливых, игровых, то вполне невинных, то далеко не целомудренных. Публикация уникального по тематике дневника Вульфа открыла для исследователей «любовный быт пушкинской эпохи» (название вступительной статьи П. Е. Щёголева). Некоторые мемуарные записи Вульфа введены в научный оборот ещё раньше М. И. Семевским, лично с ним общавшимся в 1866 году.